# سايني
سايني (بالإنجليزية: CiNii) (اللفظ: /ˈsaɪniː/ ) هي خدمة قاعدة بيانات سير ذاتية لمواد المكتبات اليابانية الأكاديمية، تركز على الأعمال اليابانية والأعمال الإنكليزية المنشورة في اليابان.
تأسست قاعدة البيانات في نيسان 2005 ويرعاها المعهد الوطني للمعلوماتية. البحث داخل قاعدة البيانات يشمل قواعد بيانات يوفرها المعهد الوطني للمعلوماتية بالإضافة لقواعدة بيانات مكتبة البرلمان الياباني الوطنية والمستودعات المؤسسية.
تضم قاعدة البيانات أكثر من 15 مليون مقالة من أكثر من 3600 منشور. المعدل الشهري خلال عام 2012 شهد أكثر من 30 مليون وصولا إلى الموقع من 2,2 مليون زائر.

## أصل التسمية
كلمة سايني أو (CiNii) مشتقة من: .Citation Information by National Institute of Informatics

## روابط خارجية
- CiNii باللغة اليابانية
- CiNii باللغة الإنكليزية